# Dentinogenesi
La dentinogenesi è la fase dell'odontogenesi durante la quale gli odontoblasti formano la dentina dei denti.
Gli odontoblasti sono cellule altamente specializzate, di origine mesenchimale, che si differenziano su stimolo dell'organo dello smalto.

## Predentina
Appena maturati, gli odontoblasti secernono la predentina, una sostanza amorfa costituita di proteine e sali minerali. La predentina viene apposta dal fronte odontoblastico in direzione dell'organo dello smalto.

## Mineralizzazione
La predentina va rapidamente incontro al processo di maturazione, che inizia nello strato più esterno (a livello della dentina mantellare). Con l'intervento degli odontoblasti, nella predentina si accrescono vescicole contenenti cristalli di idrossiapatite, fino a scoppiare e riversare i cristalli che si fondono tra loro in piccoli globuli, che a loro volta si fondono tra loro fino alla completa mineralizzazione del tessuto dentinale.